# Istituto nazionale per le malattie infettive

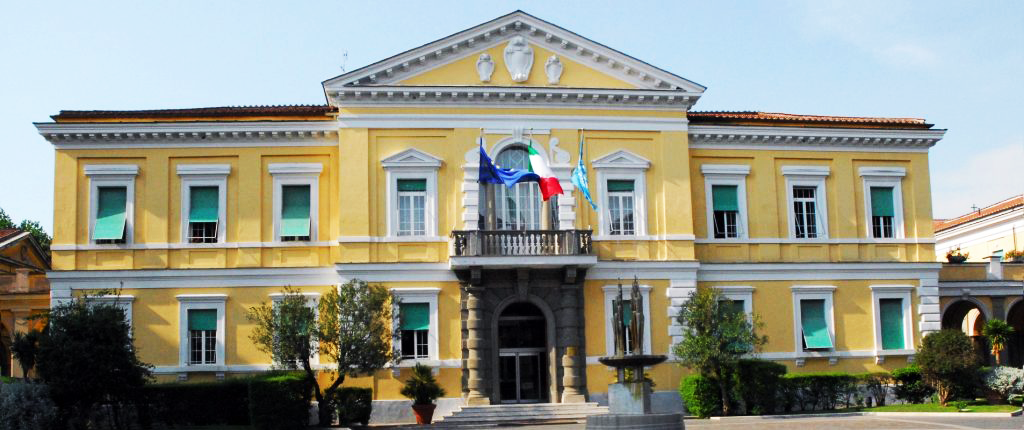
Verwaltungsgebäude des INMI in Rom

Das Istituto nazionale per le malattie infettive Lazzaro Spallanzani (Abkürzung: INMI) ist ein staatliches medizinisches Forschungsinstitut zur Prävention, Diagnose und Behandlung von Infektionskrankheiten in Rom.

## Geschichte
Das nach Lazzaro Spallanzani benannte „Nationale Institut für Infektionskrankheiten“ wurde 1936 gegründet und widmet sich auch als Krankenhaus der Prävention, Diagnose und Behandlung von Infektionskrankheiten. Seine 15 Pavillons liegen auf einer Fläche von 134.000 m² inmitten des Areals des 1929 gegründeten Ospedale San Camillo.
In den 1930er-Jahren wurde eine Abteilung gegründet, die sich mit der Behandlung und Rehabilitation von an Poliomyelitis erkrankten Patienten befasste. In den 1970er-Jahren konzentrierte sich die Forschung des INMI dagegen auf Hepatitis B, was zu einer vermehrten Kompetenz bei der Behandlung der akuten und chronischen Formen von Virushepatitis führte. Ab 1980 stellte das INMI ein wichtiges Zentrum bei der Behandlung von HIV-Infektionen dar.
Eine Vergrößerung der baulichen Anlagen erfolgte 1991. Im Jahr 1996 erklärte das italienische Gesundheitsministerium das INMI zu einem medizinischen Forschungsinstitut (italienisch Istituto di ricovero e cura a carattere scientifico, Abkürzung: IRCCS), und in den ersten Jahren des 21. Jahrhunderts zu einer nationalen Säule gegen den Bioterrorismus. Das INMI ist spezialisiert auf die Behandlung von schweren und neuartigen Infektionskrankheiten wie SARS, Virale Hämorrhagische Fieber und MERS.
Das Institut verfügt über eines von zwei Hochsicherheitslaboratorien der höchsten Sicherheitsstufe L4 in Italien, das andere befindet sich im Ospedale Luigi Sacco in Mailand.
Am 25. November 2014 wurde im Institut der italienische Notfallmediziner Fabrizio Pulvirenti eingeliefert, der sich während seiner Arbeit in Sierra Leone mit dem Ebolavirus infiziert hatte, er konnte am 2. Januar 2015 das Krankenhaus verlassen.

### Rolle in der COVID-19-Pandemie in Italien
Zu Beginn der COVID-19-Pandemie in Italien wurden im Spallanzani die ersten beiden Patienten in Italien mit der Krankheit COVID-19 behandelt, zwei chinesische Touristen aus der Provinz Hubei im Alter von 66 und 67 Jahren.
Am 2. Februar desselben Jahres gab der italienische Gesundheitsminister Roberto Speranza bei einer Pressekonferenz bekannt, dass einer dreiköpfigen Forschergruppe des Spallanzani die Isolierung des neuartigen Coronavirus SARS-CoV-2 gelungen sei. Es handelte sich dabei um die drei Institutsmitarbeiterinnen Maria Rosaria Capobianchi, Francesca Colavita und Concetta Castilletti. Teile des Genoms wurden anschließend auf dem Portal GenBank zur Verfügung gestellt.
Ab dem 6. Februar 2020 wurde im Spallanzani der erste positiv auf das Virus SARS-CoV-2 getestete Italiener behandelt. Es handelte sich dabei um einen von 56 italienischen Staatsbürgern, die mit einem Sonderflug aus Wuhan heimgeholt wurden.